# 格勒特河
48°37′1.40″N 10°37′49.87″E / 48.6170556°N 10.6305194°E
格勒特河（德語：Glött），是德國的河流，位於該國東南部，由巴伐利亞負責管轄，屬於多瑙河的右支流，河口處在布林德海姆附近，河道全長35公里，流域面積111平方公里。